# Alfatokoferol

Strukturformel för alfatokoferol,C_{28}H_{48}O_{2}

Alfa-tokoferol är ett fettlösligt vitamin inom gruppen tokoferoler och en variant av E-vitamin. I naturlig form förekommer det oftast i formen D-alfa-tokoferol, syntetiserat kallat DL-alfa-tokoferol.

## Intag
E-vitamin är vanligt förekommande i frön (t.ex. sötmandel och solrosfrön) och vegetabiliska oljor, margarin, vetegroddar, gröna bladväxter, avokado, fullkornsprodukter och ägg
Alfa-tokoferol används även som antioxidationsmedel i livsmedel och har då E-nummer E 307.
|         | milligram / dag |
| ------- | --------------- |
| Män     | 10              |
| Kvinnor | 8               |
| gravida | 10              |
| ammande | 11              |
| Barn    | 3–7             |

Se vidare tabeller i artikeln Rekommenderat dagligt intag.

### Omräkningsfaktorer
Vitaminbehov uttrycks ofta i internationella enheter, IE. 
Detta kan omräknas till vikt med en faktor som är olika för varje slag av vitamin. För E-vitamin gäller:
Naturlig alfa-tokoferol (D-alfa-tokoferol)
1 IE = 0,67 mg
1 mg = 1,49 IE
Syntetiskt alfa-tokoferol (DL-alfa-tokoferol)
1 IE = 0,9 mg
1 mg = 1,1 IE

### Förekomst
| Livsmedel     | milligram per 100 gram |
| ------------- | ---------------------- |
| Vetegroddolja | 215                    |
| Sojabönsolja  | 14                     |
| Solrosolja    | 55                     |
| Jordnötsolja  | 17                     |
| Olivolja      | 12                     |
| Valnötter     | 20                     |
| Hasselnötter  | 26                     |
| Jordnötter    | 9                      |

## Hälsoeffekter

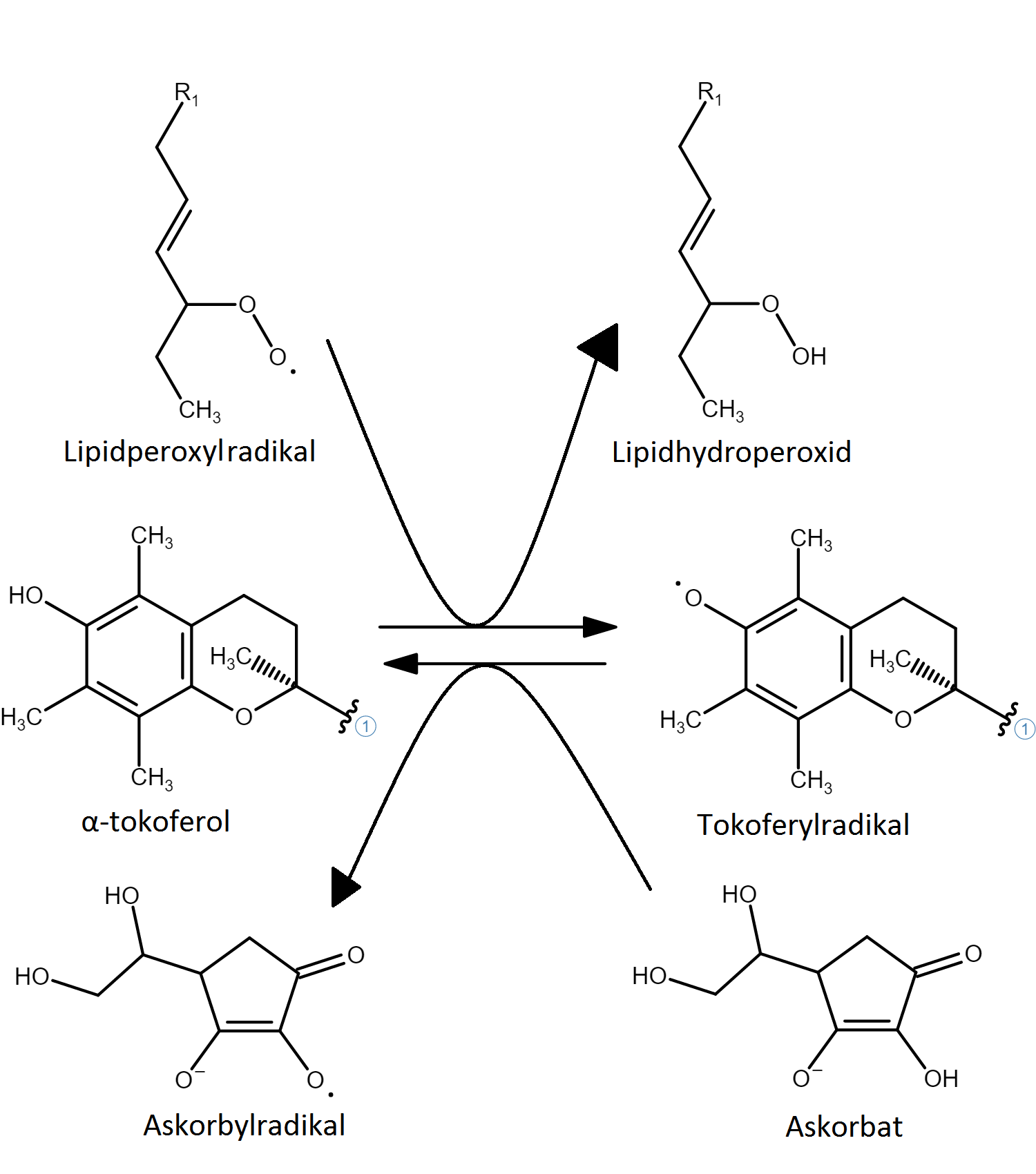
Den huvudsakliga antioxidativa mekanismen som involverar alfatokoferol

Vitaminet är en naturlig antioxidant.

### Överlevnad
Kosttillskott av E-vitamin har ingen påverkan på överlevnad.

### Hjärt-kärlsjukdomar
Under 2000-talet företogs några undersökningar som utgick från hypotesen att E-vitamin skulle förhindra uppkomsten av kardiovaskulära sjukdomar och cancer. Studier visade dock motsatta resultat: tillskott av syntetiskt E-vitamin korrelerade med fler fall av hjärt-kärlsjukdomar och cancer. Detta stödjs också av senare undersökningar, som följt upp tidigare undersökningar på syntetiskt alfatokoferol och studerat långsiktlig effekt på tillskott.